# New Lexington
Le village de New Lexington est le siège du comté de Perry, situé dans l’État de l’Ohio, aux États-Unis. Sa population s’élevait à 4 731 habitants lors du recensement de 2010, estimée à 4 704 habitants en 2017.

## Démographie
Selon l'American Community Survey, pour la période 2011-2015, 96,09 % de la population âgée de plus de 5 ans déclare parler l'anglais à la maison, 2,9 % déclare parler l'espagnol et 1,01 % le grec.

## Source
- (en) Cet article est partiellement ou en totalité issu de l’article de Wikipédia en anglais intitulé « New Lexington, Ohio » (voir la liste des auteurs).

1. ↑  (en) « American FactFinder - Results », sur factfinder.census.gov.